# Павел, Андреас
Андреас Павел (род. 1945) — изобретатель, «отец» переносного кассетного стерео-плеера Stereobelt, более известного как Walkman.

## Биография
Родился в городе Аахен (Германия) в 1945 году.
Когда ему было 6 лет, вместе с семьёй переехал в Бразилию. Временно жил в современном доме в Морумби, был знаком с некоторыми важными деятелями того времени — журналистом  Владимиром Херцогом и поэтом Аугусто де Кампосом.
В 1972 году Андреас изобрел устройство stereobelt и в течение следующих нескольких лет пытался заинтересовать им такие компании, как Grundig, Philips, Yamaha в его производстве. В 1977 году Павел запатентовал своё устройство в Италии и в возрасте 30 лет переехал жить в Милан. Затем в 1978 году он подал заявки на патент в США, Германии, в Великобритании и Японии.
В 1979 году компания Sony начала продавать популярные Walkman и в 1980 году начала переговоры с Павлом по поводу вознаграждения. В 1986 году Sony согласилась платить гонорары Андреасу, но только за продажи в Германии (и только за некоторые модели), отказываясь признавать его как изобретателя устройства.
В 1989 году Андреас Павел начал новое разбирательство, на этот раз через суды в Великобритании. Семь лет спустя дело было прекращено, и Павел остался с $3,6 млн долларов долга за судебные издержки.
В 2003 году корпорация Sony согласилась возобновить переговоры с Павлом и они достигли взаимовыгодного соглашения.